# ریون (کشتی‌گیر)
 رِیوِن (انگلیسی: Raven؛ زادهٔ ۸ سپتامبر ۱۹۶۴) یک هنرپیشه اهل ایالات متحده آمریکا است.